# 2002年亞洲運動會朝鮮代表團
2002年亞洲運動會於2002年9月29日至10月14日在韓國釜山舉行，為朝鮮代表團（正式國名：朝鮮民主主義人民共和國）歷史上第六度參賽。朝鮮代表團由318人組成，其中包括184名選手（97男／87女）和134名隨行官員（122男／12女）。朝鮮最終拿下9面金牌、11面銀牌和13面銅牌，在獎牌榜中排行第9名。

## 背景
朝鮮在亞洲運動會上的首度參賽可追溯到1974年，在伊朗德黑蘭舉行的第七屆亞洲運動會。由於歷史因素，朝鮮缺席了1986年和1994年分別由南韓和日本主辦的兩屆亞運會；朝鮮亦抵制了1988年在南韓首都漢城（現名首爾）揭幕的夏季奧林匹克運動會。因此，釜山亞運是朝鮮歷史上首次參與由南韓主辦的國際體育賽事。